# Klämsjön
Klämsjön är en sjö i Laxå kommun i Västergötland och ingår i Göta älvs huvudavrinningsområde.